# 阮存
阮存（1381年—？），字以禮，浙江溫州府永嘉縣德政鄉十都人，明朝政治人物。進士出身。

## 生平
浙江鄉試一百五名。永樂十年（1412年）壬辰科會試七十七名，殿試登進士第三甲第四十二名。

## 家族
曾祖阮進。祖父阮達。父亲阮得昌。